# Faune et flore du canal d'Orléans
Le canal d'Orléans est une voie d'eau française qui traverse des zones naturelles remarquables que sont principalement la forêt d'Orléans et ses massifs d’Ingrannes et de Lorris et pour partie la vallée de la Loire, sur son extrémité ouest sur le versant Loire.

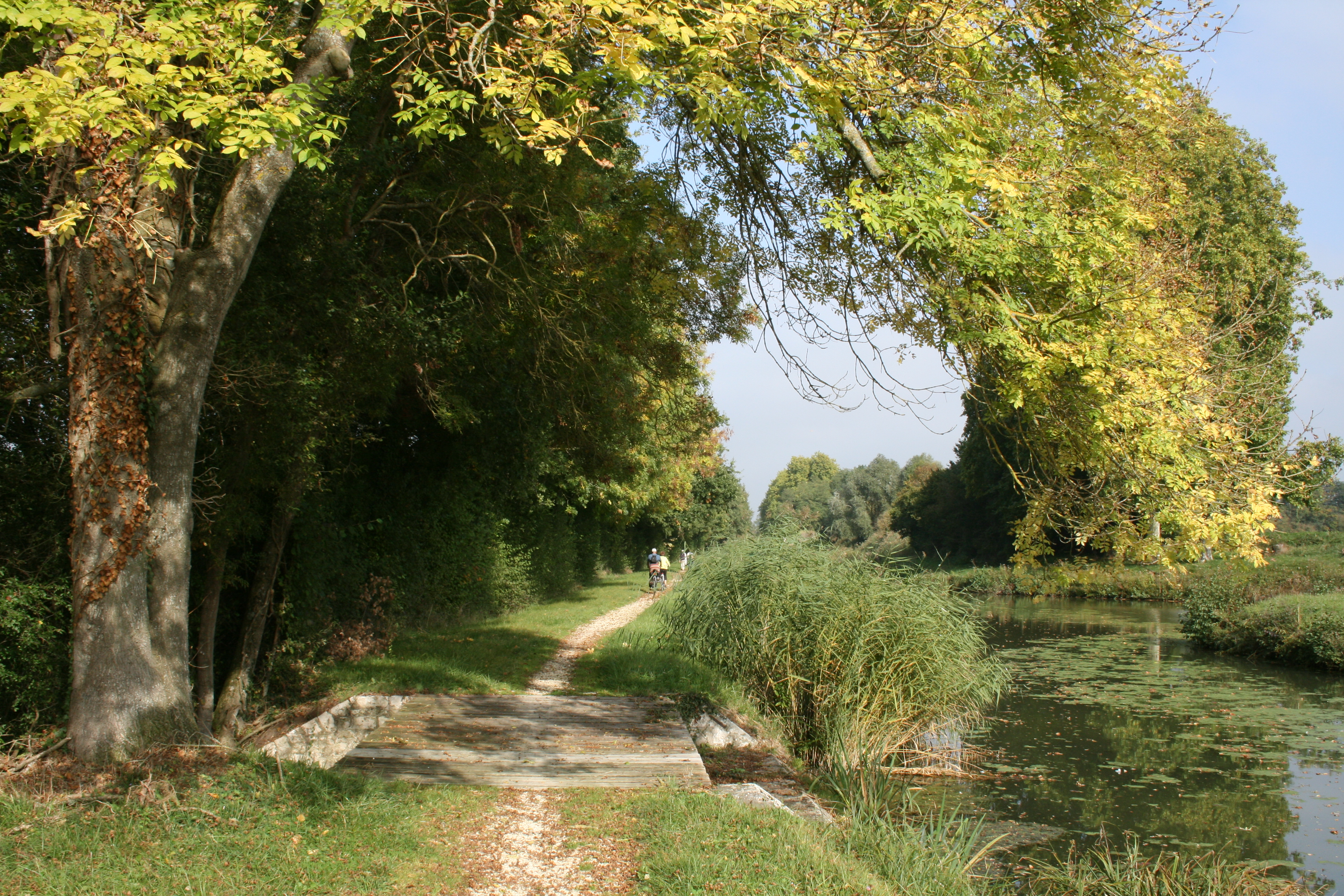
Canal d'Orléans, bief de Hateau : végétation arborée de haut de talus, roseaux de pied de berges, végétations enracinées flottantes (nénuphars jaunes)

La faune et la flore du canal d'Orléans sont propres à celles d’une voie d’eau, sans spécificité particulière, si ce n’est l’importance des espèces aquatiques du fait de l’absence de navigation. Les différents habitats aquatiques sont répartis en petites colonies ou regroupés en une mosaïque d’herbiers. Après remise en navigation, beaucoup de ces espèces aquatiques pourraient évoluer, voire disparaître, en particulier en ce qui concerne les envahissantes lentilles d’eau.
Pour maintenir voire enrichir le patrimoine botanique et permettre la fixation de la faune, des techniques de génie végétal seront employées dans l’aménagement du canal pour la remise en navigation.

## Zones naturelles remarquables
Le secteur couvrant le territoire des dix-huit communes traversées par le canal d’Orléans entre Orléans et Châlette-sur-Loing, est concerné par un grand nombre de zones naturelles remarquables, faisant l’objet d’un statut de protection, concernant directement le canal d’Orléans ou étant situées à proximité. Sont ainsi recensées sur ces communes : deux zones du réseau Natura 2000, deux zones importantes pour la conservation des oiseaux (ZICO), un site inscrit et un site classé au titre de la loi du 13 mai 1930 et six zones naturelles d’intérêt écologique faunistique et floristique (ZNIEFF) de type I et trois ZNIEFF de type II.
Le canal d’Orléans est directement concerné par les zones suivantes :
- la zone Natura 2000 n°FR2400528, correspondant au site de la vallée de la Loire de Tavers à Belleville-sur-Loire[1]. Elle concerne le canal sur les communes de Chécy, Combleux et Mardié. Son intérêt  réside dans les milieux et les espèces ligériens[A 3] ;
- la ZICO n°CE18 couvrant la forêt d’Orléans et les massifs d’Ingrannes et de Lorris, sur une superficie de 39 550 ha et concernant, sur le secteur du canal, les communes suivantes : Châtenoy, Combreux, Coudroy, Fay-aux-Loges, Sury-aux-Bois, Vieilles-Maisons-sur-Joudry et Vitry-aux-Loges[A 4] ;
- les étangs du May, du Vert, du Buzau et de la Marrière, ZNIEFF de type II N°60110000, sur les communes de Coudroy et de Chailly-en-Gâtinais, d’un intérêt essentiellement ornithologique[A 5].

Par ailleurs, le canal est longé par d’autres zones naturelles intéressant principalement des massifs forestiers :
- la forêt d’Orléans et le massif de Lorris (ZNIEFF de type 1 N°60330001), sur les communes de : Châtenoy, Combreux, Coudroy, Sury-aux-Bois, Vieilles-Maisons-sur-Joudry et Vitry-aux-Loges, correspondant à la partie Est du massif forestier d’Orléans (la plus étendue), reposant en totalité sur des sols acides[A 6] ;
- la ZNIEFF de type II n°6033, forêt d’Orléans, sur les communes de Châtenoy et de Coudroy ;
- la zone Natura 2000 n°FR2400524, s’intéressant elle aussi à la forêt domaniale d’Orléans sur les mêmes communes que précédemment.

On remarque ainsi que les deux grandes zones concentrant les zones naturelles remarquables sont d’une part la vallée de la Loire et d’autre part la forêt d’Orléans. En dehors de ces secteurs, le canal d’Orléans s’écoule dans des zones rurales, moins riches du point de vue de la faune et de la flore qui les composent.

## Flore et habitats naturels

### Les milieux aquatiques

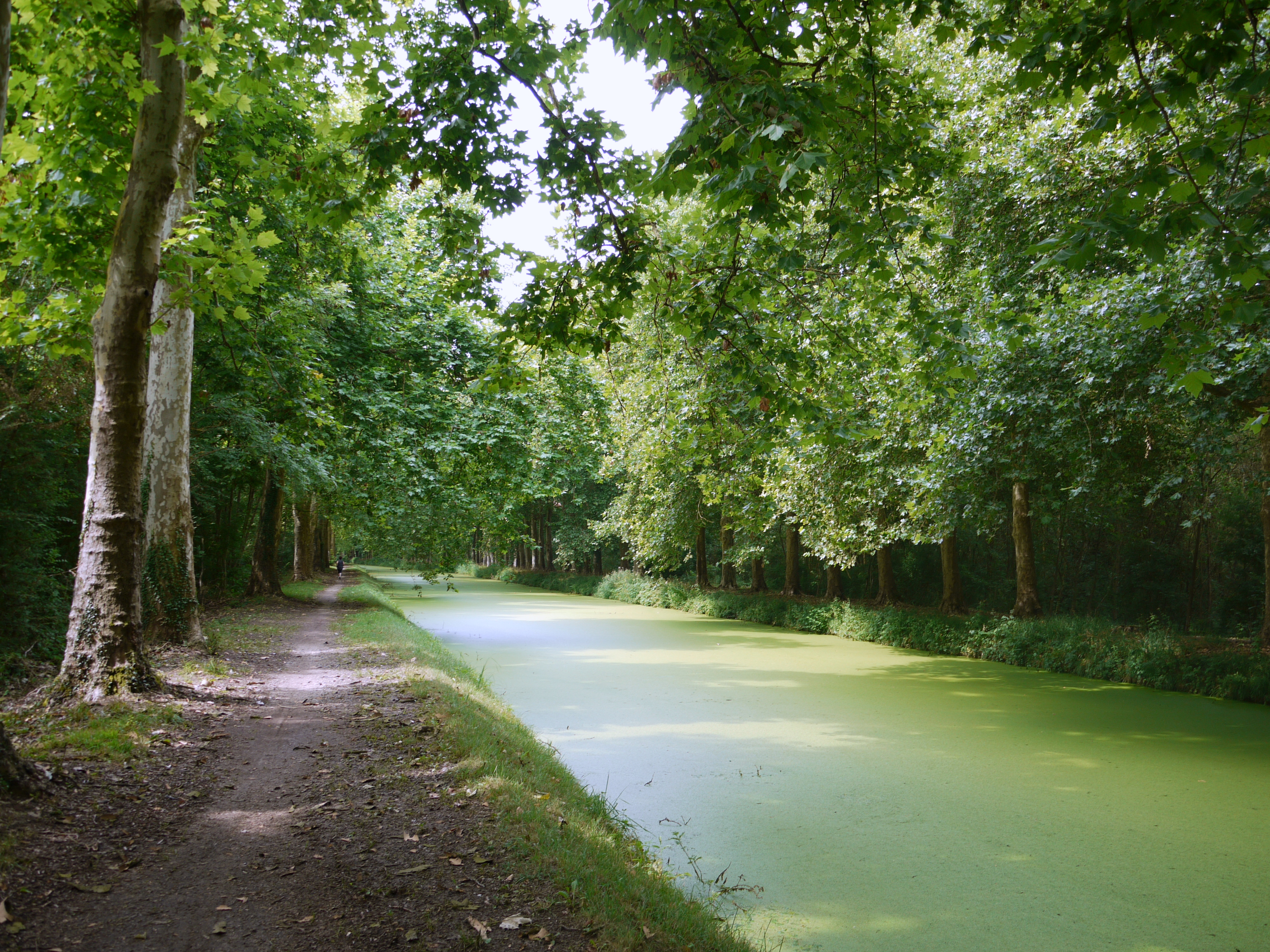
bief du canal entièrement recouvert de lentille d'eau

Les espèces aquatiques sont bien représentées et quasi omniprésentes au niveau du canal d’Orléans du fait de l’absence de navigation. Les différents habitats aquatiques sont répartis en petites colonies ou regroupés en une mosaïque d’herbiers :
- des végétations flottant librement, comme les recouvrements de petites lentilles d'eau ;
- des végétations enracinées immergées comme les herbiers à élodée du Canada, les herbiers à cornifle immergé ou les herbiers à myriophylles ;
- des végétations enracinées flottantes comme les herbiers à nénuphars jaunes ;
- des radeaux d'Hydrocharis, herbiers à petits nénuphars.

### Les zones de marnage et le pied de berge
Les zones de marnage sont par endroits constituées d’enrochements ou de palplanches qui limitent le développement de la végétation hygrophile ou subaquatique à un étroit linéaire souvent discontinu. Dans les secteurs de berges artificielles (quais, traversées des agglomérations avec berges en palplanches, tunage en bois ou en béton), cette bande est souvent inexistante.

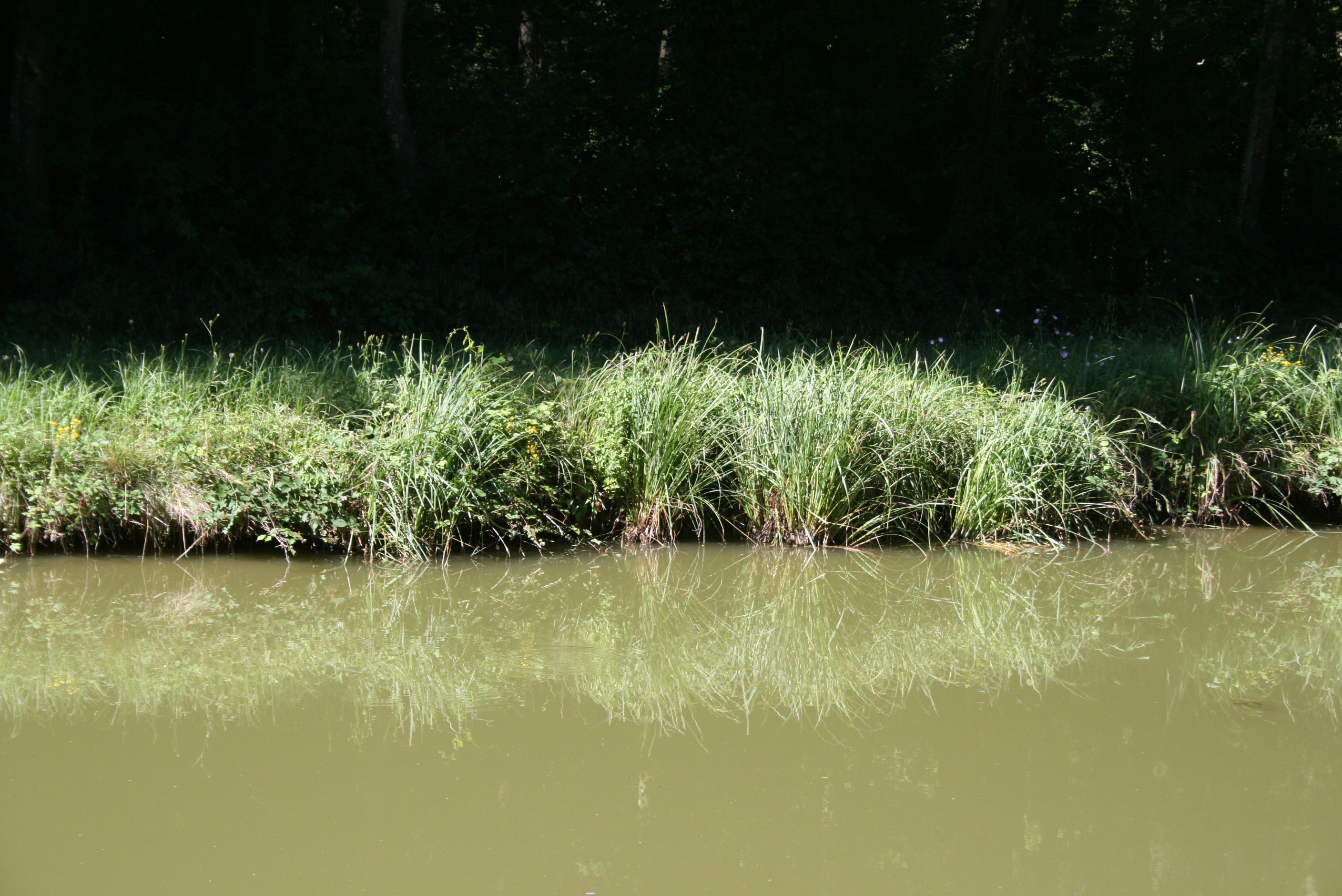
Zone enherbée de pied de berge

Les berges, à proximité du milieu aquatique, sont végétalisées mais fauchées deux fois par an sur l’ensemble du linéaire. Les quelques pieds de berges non fauchés permettent à la végétation de se développer sur un étroit linéaire souvent discontinu.
Les espèces végétales sont relativement bien diversifiées et caractéristiques des bords des eaux : iris jaune, laîche paniculée, angélique officinale, roseau commun, baldingère, lycope d'Europe, reine-des-prés, rubanier d'eau, massette à feuilles étroites, épilobe à grandes fleurs, salicaire commune, etc. D’autres espèces à tendance nitrophile les accompagnent généralement : ortie dioïque, eupatoire chanvrine, berce commune, sureau noir...
La végétation ligneuse du pied de berge est peu développée. Les principales espèces sont l’aulne glutineux, le saule blanc et le frêne commun.

### Les hauts de berges, talus et accotements

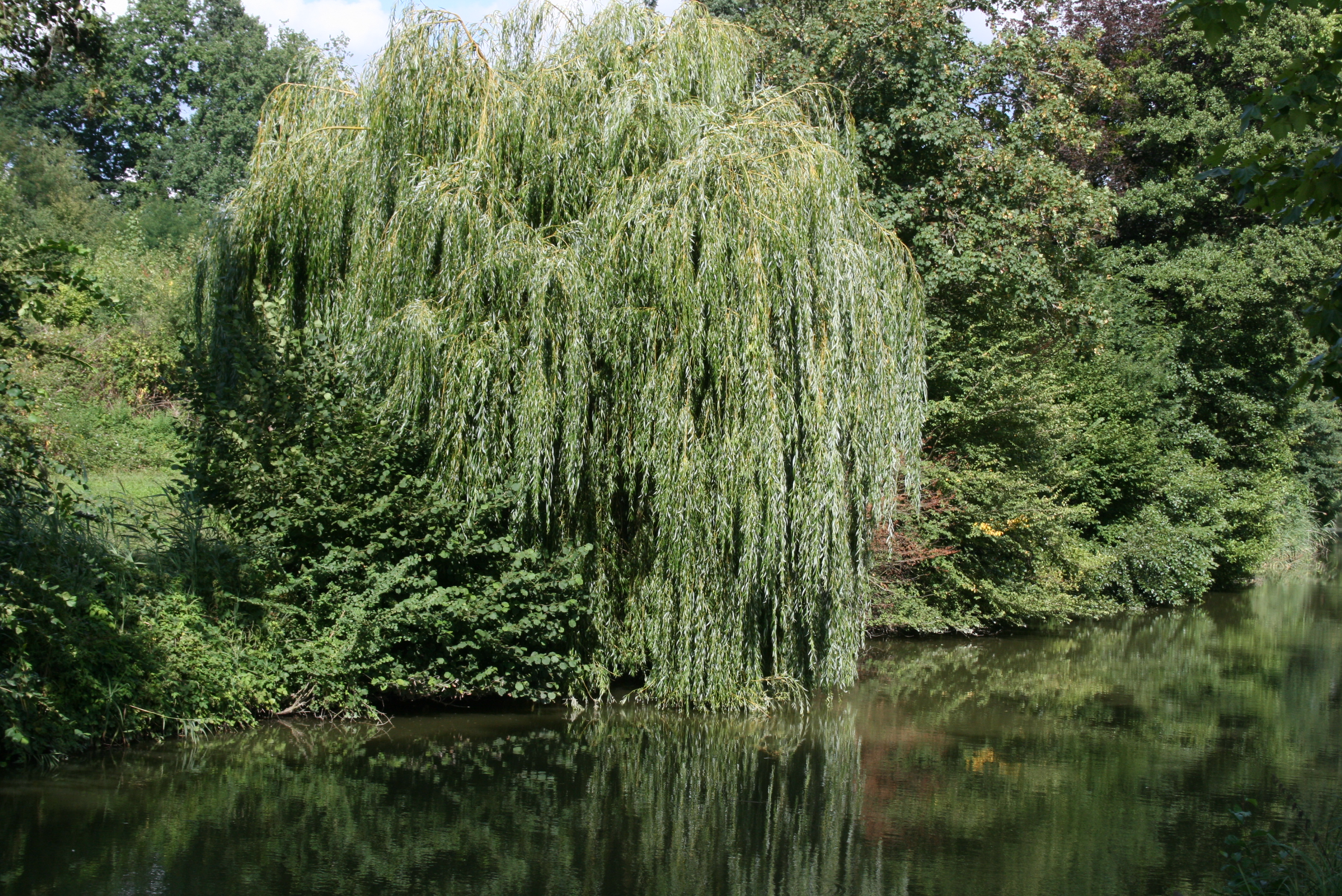
Pied de berge arboré (saules), bief de Fay-aux-Loges

Les hauts de berges, talus ainsi que les accotements du chemin de halage peuvent être rattachés aux friches herbacées. Ils sont plus ou moins diversifiés et dominés selon les linéaires par des espèces mésophiles à nitrophiles : fromental, dactyle aggloméré, pâturin commun, plantain lancéolé, plantain majeur, compagnon blanc, ortie dioïque, trèfle des prés, luzerne lupuline, saponaire officinale, mélilot officinal...
Plusieurs linéaires d’accotements du chemin de halage sont gérés en espace vert et tondus régulièrement. La flore est alors peu diversifiée et composée de trèfle blanc, pâquerette, ray-grass commun, ... Des plantations de jardin sont parfois présentes dans les secteurs urbanisés.
La végétation ligneuse est bien représentée au niveau de l’accotement du chemin de halage. Elle se compose d’une bande boisée, d’alignement d’arbres ou d’arbres ponctuels. Les essences rencontrées pour les alignements d’arbres sont peu diversifiées : platane, frêne commun, peuplier...
La bande boisée est relativement diversifiée et plus ou moins dense et continue selon le linéaire. Elle est généralement composée d’aulne glutineux, de saule blanc, de chêne pédonculé, de frêne, d'érables champêtres, de merisiers, de noisetiers, de prunelliers et d'aubépine.
Ces bandes boisées marquent souvent la transition en chemin de halage et milieux connexes. En zone « forestière » ou lorsque le milieu connexe est un boisement, la bande boisée n’est pas aisément distinguable. Elle est alors souvent imbriquée dans le boisement. En zone « urbaine » ou en milieu anthropisé, des espèces ornementales sont généralement présentes (conifères, …), la strate arbustive et herbacée est souvent absente.

### Les mares, fossés
Les fossés sont utilisés comme trop plein et sont perpendiculaires au canal. Certains sont en communication directe, d’autres sont busés sous le chemin. Quelques mares sont présentes en bordure du chemin de halage. Certaines sont sèches tandis que d’autres, en eau, présentent une végétation aquatique (petite lentille d’eau, Cornifle, …).

### Les milieux connexes (20 mètres ou plus)
Deux types de prairies pâturées existent au-delà des abords du chemin de halage : des prairies pâturées mésophiles et des prairies pâturées humides eutrophes avec présence de jonc.
Quelques zones en friche ont été observées dans les parcelles connexes. Elles correspondent généralement à des zones délaissées, enherbées (jachères…). Certaines d’entre elles sont colonisées par la végétation ligneuse : sureau noir, saule marsault, ...
Les boisements sont très représentés et diversifiés : chêne pédonculé, frêne, érable champêtre, merisier (Prunus avium), etc. À l’approche des zones urbaines, certains sont anthropisés (jardin, entreprise, camping…), avec présences d’espèces ornementales. La strate arbustive et herbacée y est peu développée. De petites peupleraies viennent généralement s’imbriquer dans les boisements « spontanés ». Toutefois la populiculture n’est pas une activité importante à l’échelle du linéaire.
De nombreux fossés de drainage ou de trop pleins du canal sont présents au sein des milieux connexes, de même que plusieurs mares et étangs.

## Faune

### Ichtyofaune

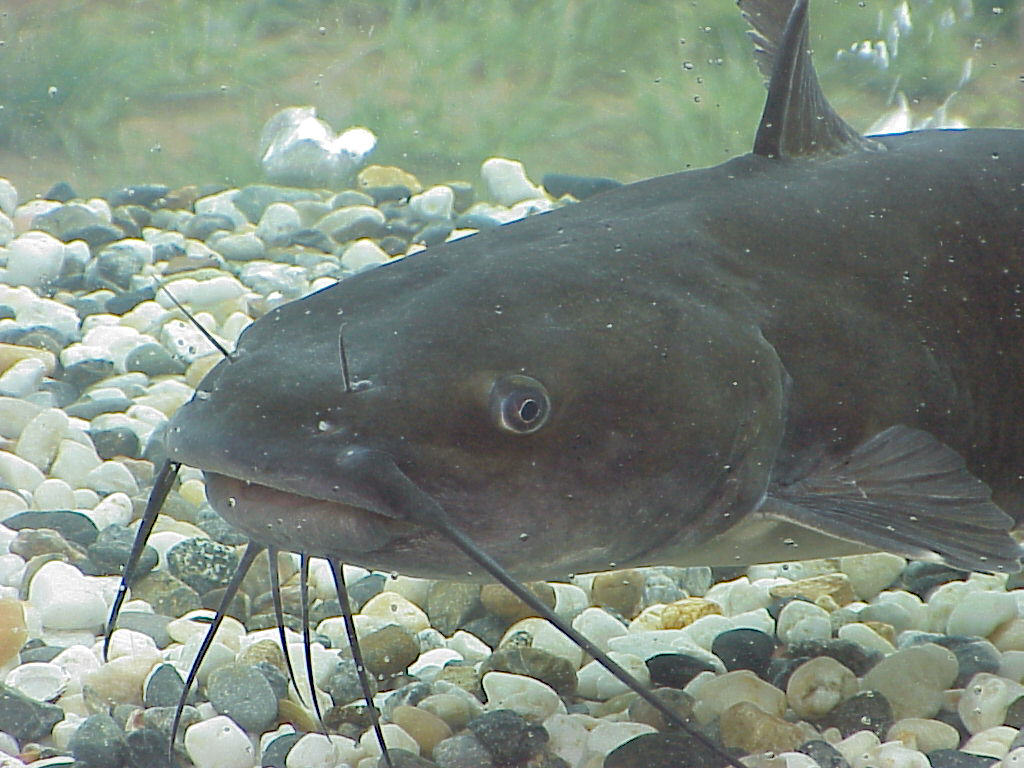
Le poisson-chat commun est omni-présent dans le canal d'Orléans

Le poisson-chat est quasi omniprésent dans le du canal. Il s’agit d’une espèce considérée comme envahissante et qui ne bénéficie d’aucun statut de protection.
La présence de l’anodonte des cygnes (Anodonta cygnea), en quantité dans le canal, laisse supposer qu’une espèce d’intérêt patrimonial et inscrite sur la directive habitats puisse être présente. Il s’agit de la bouvière (Rhodeus sericeus), pour laquelle, la présence d’une moule (anodonte) est nécessaire pour sa reproduction.
Les espèces suivantes sont présentes dans le canal d’Orléans : l’anguille d'Europe, la brème commune, le grand brochet, la carpe miroir, le gardon, la perche, le sandre, l'achigan à grande bouche et le poisson-chat.

### Amphibiens
Les grenouilles vertes et la rousse sont présentes sur le canal. Ces espèces ont été observées dans divers habitats ou parfois en déplacement sur le chemin de halage. La plupart ont été observées dans les fossés en eau bordant le chemin de halage, les fossés drainant les prairies, les mares et les étangs. Les zones boisées ou arbustives à proximité des aires de reproduction (fossés, mares…) constituent également des zones d’hivernage et d’estivage très probables pour ces espèces.

### Reptiles
Une seule espèce de reptile a été observée lors des inventaires menés par le bureau d’études Airele en 2009 : le lézard des murailles. Celui-ci a été observé au niveau des murs des habitations longeant le canal ainsi que dans la litière des feuilles en bordure des bandes boisées ou des boisements. Il est probable que la couleuvre à collier soit également présente.

### Mammifères
Les observations sur le terrain (individus, empreintes, fèces, …) ont permis d’identifier cinq taxons : le lapin de garenne, le lièvre d'Europe, le rat musqué, le chevreuil et la taupe d’Europe. Il est probable que les espèces suivantes soient également présentes : la belette d’Europe, l’hermine, le putois, la fouine, le campagnol des champs, le campagnol terrestre, la chauves-souris, le hérisson, le rat musqué, le rat surmulot, le mulot sylvestre, le rat des moissons, le crossope aquatique.

### Avifaune

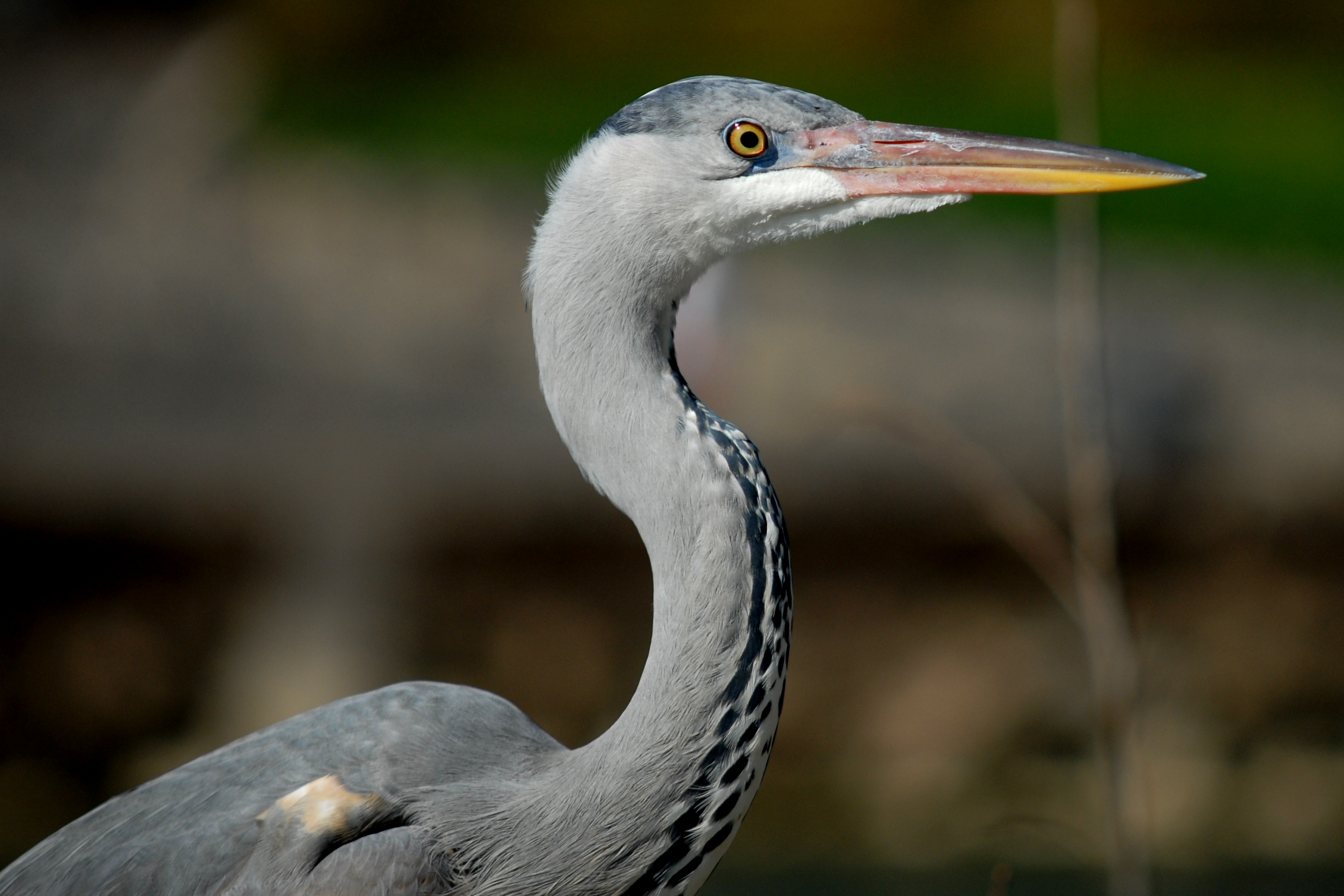
Héron cendré

Les oiseaux suivants sont présents sur le canal : le canard colvert, le cygne tuberculé, le pic vert, la bergeronnette grise, le héron cendré, la corneille noire, la pie bavarde, le geai des chênes, le faisan de Colchide, la buse variable, la gallinule poule d'eau, la foulque macroule, le pigeon ramier, la tourterelle turque, le faucon crécerelle, le martin-pêcheur, l’étourneau sansonnet, le merle noir.

## Génie végétal pour la protection des berges
L’opération de restauration du canal pour une ouverture à la navigation s’inscrivant dans un site à fort caractère paysager et environnemental, des techniques douces de protection des berges seront utilisées : soit des techniques végétales utilisant des végétaux ou parties de végétaux, soit des techniques mixtes, utilisant également des végétaux ou parties de végétaux mais couplées avec des techniques plus lourdes comme le tunage).
Les techniques végétales présentent différents intérêts. Elles sont peu onéreuses. Elles permettent la stabilisation mécanique de la berge par la résistance du système racinaire, par l’absorption d’une partie de l’eau qui rend alors le sol moins fragile, et par l’eau augmentant la porosité et la perméabilité, et enfin par un effet de frein sur l’eau (batillage, crue, courants) grâce aux feuilles et ramilles des végétaux. Elles ont des conséquences importantes du point de vue écologique en permettant un maintien du patrimoine botanique et augmentant les capacités d’abri et de refuge de la faune.

### Protections de berges légères
Pour maintenir voir enrichir le patrimoine botanique et permettre la fixation de la faune, des techniques de génie végétal seront employées dans l’aménagement du canal pour la remise en navigation.
Le choix du mode de protection légère en pied de berge dépendra principalement de la pente et de la hauteur des talus. Deux techniques légères sont préconisées : le tunage en bois léger ou le tressage de saules. Elles présentent les mêmes capacités de soutènement (inférieur à 20 cm) et seront employées en fonction de l’aménagement paysager préconisé en talus de berge.
La technique comprend en pied de berge des pieux de bois en châtaignier, de 8 à 12 cm de diamètre et de 2,5 m de longueur, battus tous les 80 cm, et un système de planches en bois de châtaignier de 2 cm d’épaisseur et de 20 cm hauteur.
Le tressage de saules est composé de pieux de châtaigniers d’un diamètre de 10 cm et d’une longueur de 2,5 m, et de ramilles de saules tressées, de diamètre de 2 à 5 cm et de longueur 2 m, d’essences de Salix triandra et viminalis, sur 30 à 60 cm depuis le haut du pieu dont une partie doit être dans le substrat afin d’obtenir à terme un écran végétatif de l’ordre de 50 cm de haut.

## Pour approfondir